# Charles Henri Dambray
Le chevalier Charles Emmanuel Henri Dambray, né le 11 octobre 1760 à Rouen et mort le 13 décembre 1829 au château de Montigny, est un magistrat et homme politique français. Il est Chancelier de France et président de la Chambre des Pairs de 1814 à 1829.

## Biographie

### Origines familiales
Charles Henri Dambray est né à Rouen le 9 octobre 1760. Il est le fils de Jacques-Henri Dambray (1723-1774) et de son épouse, Charlotte de Thère (1736-1811).
Il est issu d'une famille de magistrats qui a donné au Parlement de Normandie plusieurs conseillers et un président à mortier.[réf. nécessaire]
Son père est l'un des rares membres de sa famille à avoir suivi une carrière militaire dans la Royale, carrière qu'il termine avec le grade de lieutenant de vaisseau et la croix de chevalier de Saint Louis.[réf. nécessaire]
Son grand-père, Adrien Henri Dambray, seigneur de Montigny, fut conseiller, et son arrière-grand-père, Jean Henri Dambray, aussi seigneur de Montigny, président à mortier au parlement de Normandie.[réf. nécessaire]
Charles Henri Dambray a deux sœurs puînées : Catherine Dambray (1762-1851), mariée avec Jacques François Alexandre Asselin de Villequier, président de la cour de Rouen, et Anne Françoise Dambray (1764-1805), mariée avec Jean-François Asselin de Crévecoeur, Maître des requêtes, puis Conseiller d'Etat honoraire.

### Carrière

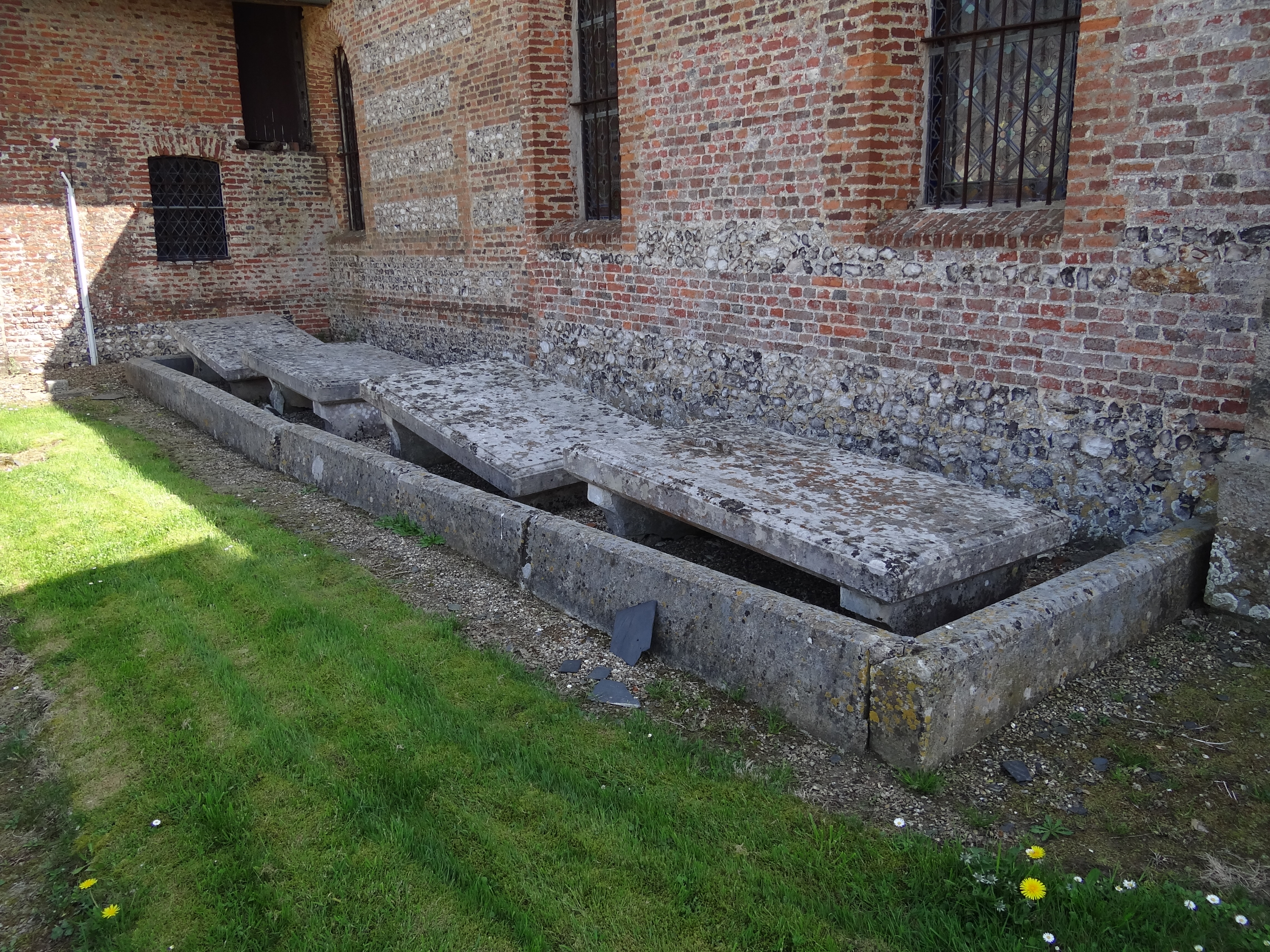
L'enclos de la famille Dambray au cimetière de Saint-Honoré (Seine-Maritime).

Sur la recommandation de son cousin Hue de Miroménil, garde des sceaux, il obtient très jeune – il n'a alors que dix-neuf ans – une place d'avocat général à la cour des aides. En 1788, toujours grâce à la même protection, il devient avocat général au parlement de Paris, en remplacement d'Antoine-Louis Séguier. Il ne tarde pas à se faire remarquer dans plusieurs causes importantes : entre autres dans l'affaire de Montgolfier et dans celle de Kornmann.
À la veille de la Révolution, il se retire dans sa terre de Montigny près de Dieppe. Dambray quitte momentanément cette retraite en juin 1791, pour aller à l'étranger favoriser la fuite de Louis XVI. Mais après l'échec de cette tentative, il regagne Rouen et vit ignoré à Oissel. La petite maison où il a vécu avec sa famille a conservé le nom de pavillon Dambray. Il n'émigre pas et traverse la Terreur sans encombre.
Sous le Directoire , il est élu, le 28 Vendémiaire IV, député de la Seine au Conseil des Cinq-Cents, mais il n'accepte pas ce mandat. Il refuse de même les fonctions que Bonaparte lui propose par l'intermédiaire du préfet Beugnot.
Sous l'Empire, il reste en contact avec les Bourbons, tout en devenant juge de paix et membre du conseil général de la Seine-Inférieure.
Il est nommé membre de la Légion d'honneur en 1810.
Avec la Restauration, Dambray est appelé aux plus hauts emplois. Le 18 mai 1814, Louis XVIII lui confie la présidence de la commission chargée d'élaborer la Charte constitutionnelle de 1814.
Entouré d'autres juristes, notamment Emmanuel de Pastoret, qui lui succédera comme garde des sceaux et président de la Chambre des pairs, il joue un rôle important dans l'élaboration de cette charte, pour laquelle il doit composer à la fois avec les ultras et les monarchistes libéraux.
Par ordonnance du 4 juin 1814, il est nommé pair de France et le roi le fait aussi chevalier de ses ordres. En donnant à Barentin le titre de chancelier honoraire, Louis XVIII remet à Dambray, gendre de Barentin, les sceaux, et le nomme chancelier de France, avec la présidence de la Chambre des pairs.
Pendant les Cent-Jours il se réfugie d'abord en Angleterre avant de rejoindre le roi à Gand.
Avec la seconde Restauration, il retrouve la présidence de la Chambre des pairs au retour des Bourbons ; mais les sceaux ne lui sont pas rendus, si ce n'est, momentanément et par intérim, du 7 mai 1816 au 18 janvier 1817. C'est notamment lui qui préside la cour des pairs lors du procès du maréchal Ney en 1815.
En 1820, il est nommé officier de la Légion d'honneur. Il est également membre du Conseil privé.
Dès 1827, le marquis de Pastoret, vice-chancelier, lui succède à la présidence de la Chambre des Pairs.
Il termine ses jours le 13 décembre 1829 à l'âge de soixante neuf ans, sur sa terre de Montigny. Il est inhumé dans l'enclos familial au cimetière du village voisin de Saint-Honoré.

### Personnalité
Issu de la magistrature d'ancien régime, il se préoccupe, suivant la volonté de Louis XVIII, d'accorder la continuité dans la monarchie légitime avec la succession de régimes politiques antagonistes qui vient de s'opérer. Lorsqu'il dirige les travaux d'élaboration de la charte constitutionnelle, avec les commissions du Sénat et du corps législatif, il intitule la Charte "ordonnance de réformation". Il conseille à Louis XVIII de dater la charte de la dix-neuvième année de son règne[réf. nécessaire].
À la fin de la première Restauration, dans un ordre ministériel adressé à ses subordonnés au moment du débarquement de Napoléon, il leur prescrit de "courir sus à l'usurpateur". Il tente, autant que possible, de résister à l'avancée bonapartiste et ne quitte Paris qu'à la dernière extrémité, le 20 mars 1815 en début d'après midi.[réf. nécessaire]
En 1816, il se positionne contre l'ordonnance du 5 septembre 1816, qui brise la majorité de la chambre introuvable.[réf. nécessaire]

### Mariage et descendance
En 1782, il épouse Charlotte de Barentin (1765-1802), fille de Charles de Barentin , Garde des Sceaux du Roi Louis XVI (1738-1819) et d'Anne Masson de Meslay (1744-1796). Tous deux ont trois enfants :
- Emmanuel, vicomte Dambray (1785-1868), marié en 1813 avec Louise Caroline Deshayes de Cry (1792-1870), sans postérité ;
- Françoise Dambray (1786-1866), mariée en 1805 avec Claude Louis Gabriel Donatien, comte de Sesmaisons (1781-1842), dont postérité ;
- Céleste Dambray (1790-1874), mariée en 1812 avec Jean Maurice Goujon, Marquis de Gasville, conseiller d'Etat, gentilhomme de la chambre du Roi (1789-1865), sans postérité.

### Distinctions et Armoiries
- Chevalier (4 février 1810) puis officier (4 juin 1820) de la Légion d'honneur [5];
- Chevalier de l'ordre de Saint-Michel (1814) ;
- Officier de l'ordre du Saint-Esprit (1814).

| Image | Armoiries |
| ----- | --- |
|       | Charles Dambray († 1829), Garde des Sceaux, Chancelier de France, Président de la Chambre des pairs. D’azur au lion d’or accompagné de trois tours d’argent maçonnées de sable |